# Xystrocera cyanipennis
Xystrocera cyanipennis là một loài bọ cánh cứng trong họ Cerambycidae.